# Acide myristoléique
L'acide myristoléique, ou acide 9-tétradécénoïque, est un acide gras monoinsaturé correspondant à l'acide cis-Δ9 14:1 n-5. Il est biosynthétisé à partir de l'acide myristique par la delta-9 désaturase, mais demeure assez rare dans le milieu naturel. L'une des sources principales de cet acide gras est l'huile des graines de myristicacées, une famille de plantes qui comprend notamment le muscadier, certaines de ces huiles étant constituées à près de 30 % d'acide myristoléique.